# Lago Mead
Il lago Mead è il più grande lago artificiale degli Stati Uniti, ed è situato negli Stati del Nevada e dell'Arizona. Il lago si trova a circa 50 km dalla città di Las Vegas. Il bacino è stato creato mediante la costruzione della diga di Hoover che ha sbarrato il corso del fiume Colorado, il quale ha così riempito il lago che si estende fino a 180 km a nord della diga ed ha una capacità di 35 miliardi di metri cubi.

## Descrizione
Il lago deve il suo nome a Elwood Mead, il quale fu presidente dello U.S. Bureau of Reclamation, un'agenzia del ministero degli interni, dal 1924 al 1936 durante lo sviluppo e la realizzazione del Boulder Canyon Project, in base al quale fu costruita la diga e si formò il lago. L'area protetta del Lake Mead National Recreation Area fu istituita nel 1964.
Per la creazione del lago vennero evacuate numerose comunità che finirono sommerse. La più nota di queste è St. Thomas in Nevada, il cui ultimo abitante lasciò la cittadina nel 1938. I resti dell'abitato sono talvolta ancora visibili, quando il livello delle acque scende.
Il lago fu inizialmente realizzato per costituire una riserva d'acqua potabile che avrebbe dovuto servire la California meridionale. Lo sfruttamento del bacino per la produzione di energia idroelettrica fu inoltre una delle condizioni per la crescita e lo sviluppo di Las Vegas. In fondo al lago giace un B-29 quasi intatto, precipitato il 21 luglio del 1948.

## Criticità ambientali
Da anni il livello dell'acqua è in costante diminuzione e desta preoccupazioni per la desertificazione dell'area circostante. Un calo di livello così repentino può avere un impatto notevole sullo sviluppo della vicina Las Vegas. Nel 2021 il Lago Mead raggiunge il livello più basso dal 1936.